# سیلیکون سیاه
سیلیکون سیاه یک ماده نیمه رسانا است، سطح سیلیکون بازتاب بسیار کمی دارد و به همین خاطر جذب نور مرئی (و مادون قرمز) بالایی دارد.
سیلیکون سیاه در دهه ۱۹۸۰ به‌طور اتفاقی توسط حکاکی یونی واکنشی (RIE) کشف شد. روش‌های دیگر برای تشکیل ساختار مشابه عبارتند از: اچ کردن الکتروشیمیایی، اچ کردن رنگ، اچ کردن شیمیایی به کمک فلز، و درمان لیزری (که در آزمایشگاه اریک مازور در دانشگاه هاروارد توسعه یافته‌است)، و همچنین فرایند FFC Cambridge (یک فرایند کاهش الکتروشیمیایی می‌باشد).
سیلیکون سیاه به یک عنصر مهم برای صنعت فتوولتائیک خورشیدی تبدیل شده‌است زیرا راندمان تبدیل نور به الکتریسیته بیشتری دارد که هزینه‌های آن‌ها را به میزان قابل توجهی کاهش می‌دهد.

## خواص

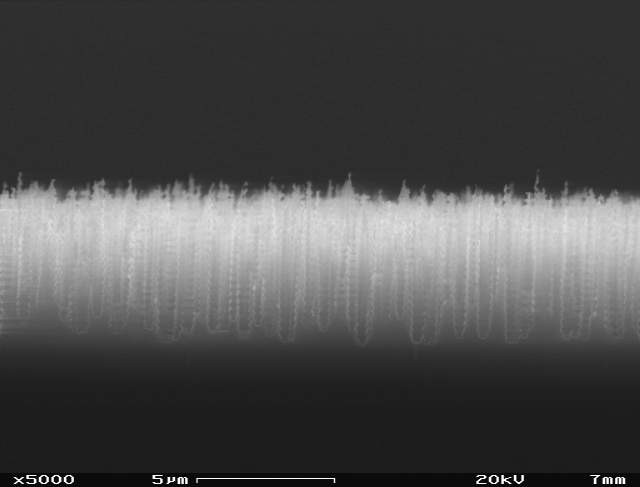
میکروگراف الکترونی روبشی سیلیکون سیاه، تولید شده توسط RIE (فرایند ASE)

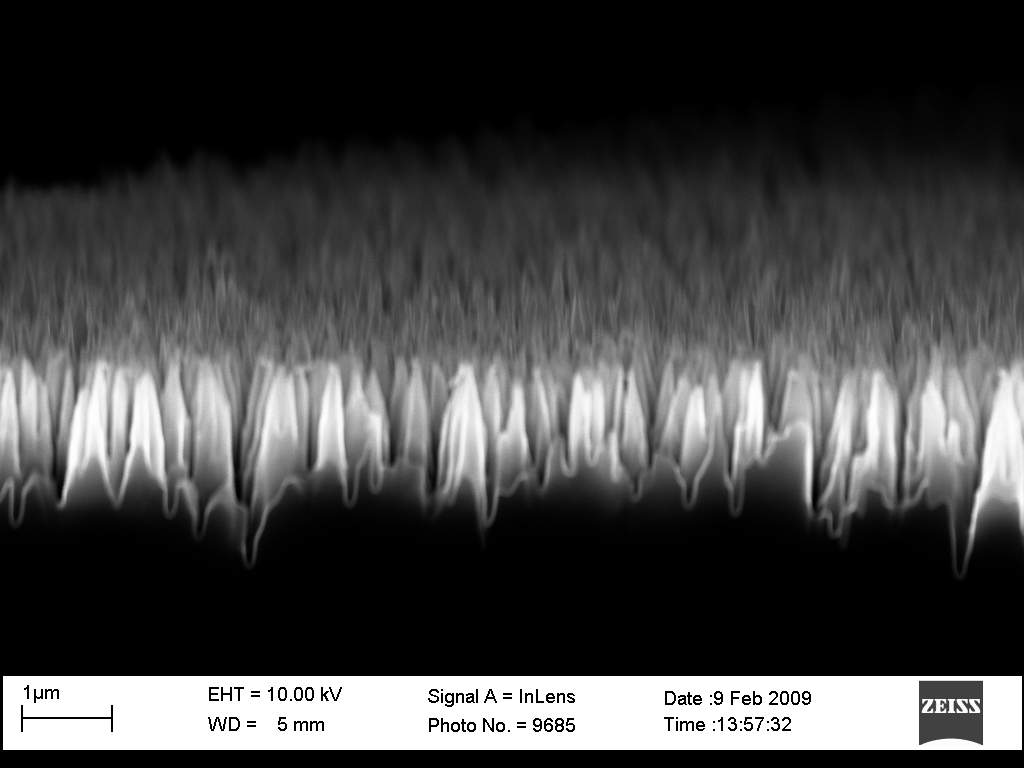
میکروگراف SEM سیلیکون سیاه تشکیل شده توسط RIE برودتی. به سطوح صاف و شیب دار، بر خلاف دیواره‌های جانبی موج دار که با فرایند بوش RIE به دست می‌آیند، توجه کنید.

سیلیکون سیاه دارای یک ساختار سطحی سوزنی شکل است که در آن سوزن‌ها از سیلیکون تک کریستال ساخته شده‌اند و ارتفاع آنها بیش از ۱۰ میکرومتر است و قطر کمتر از ۱ میکرومتر می‌باشد. یکی از ویژگی‌های اصلی آن افزایش جذب نور فرودی است -که سبب بازتاب بالای سیلیکون می‌شود، که معمولاً ۲۰ تا ۳۰٪ برای وقوع بازتاب آن طبیعی است، ولی بعضی اوقات به حدود ۵٪ کاهش می‌یابد. این بازتاب به دلیل تشکیل یک محیط به مؤثر ایجاد شده توسط سوزن‌ها است. در این محیط، رابطه واضحی وجود ندارد، اما تغییر مداومی وجود دارد که ضریب شکست بازتاب فرنل را کاهش می‌دهد. هنگامی که عمق لایه درجه‌بندی شده تقریباً برابر با طول موج نور در سیلیکون باشد (حدود یک چهارم طول موج در خلاء)، بازتاب به ۵٪ کاهش می‌یابد. درجه‌بندی‌های عمیق‌تر، سیلیکون سیاه‌تری تولید می‌کنند. برای انعکاس کم‌تر، ویژگی‌های مقیاس نانو که لایه درجه‌بندی شده شاخص را تولید می‌کنند باید کوچک‌تر از طول موج نور فرودی باشند تا از پراکندگی جلوگیری شود.

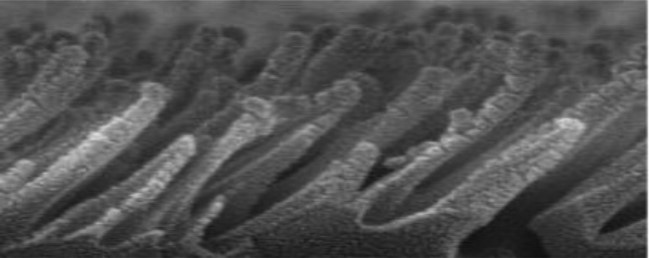
عکس SEM از سیلیکون سیاه با نانومخروط‌های مایل، تولید شده توسط RIE با زاویه مایل.

## کاربردها
ویژگی‌های نوری غیرمعمولی که دارند، همراه با خواص نیمه رسانایی سیلیکون، این ماده را برای کاربرد در حسگرها مفید می‌سازند. کاربردهای احتمالی سیلیکون سیاه عبارتند از:
- سنسورهای تصویر با حساسیت بسیار بالا
- دوربین‌های حرارتی
- ردیاب نوری با راندمان بالا از طریق افزایش جذب نور.[۶][۷]
- اتصالات و رابط‌های مکانیکی
- برنامه‌های کاربردی تراهرتز[۸][۹][۱۰]
- سلول‌های خورشیدی[۱۱][۲][۱۲][۱۳]
- سطوح ضد باکتری[۱۴] که با پارگی فیزیکی غشای سلولی باکتری‌ها کار می‌کنند.
- طیف‌سنجی رامان بهبود یافته سطح[۱۵]
- سنسورهای گاز آمونیاک[۱۶]

## تولید

### حکاکی یون واکنشی

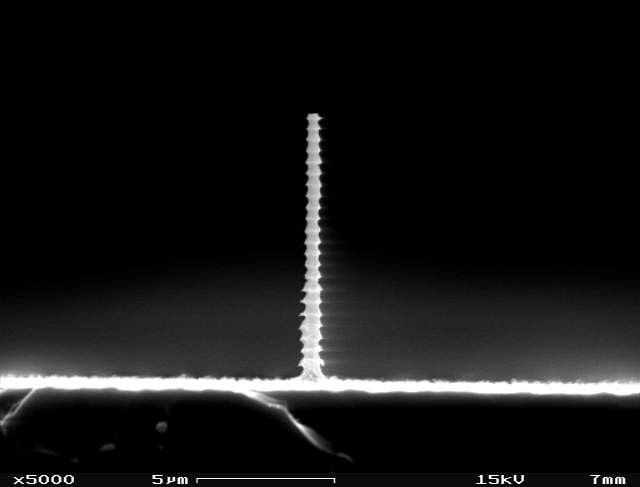
میکروگراف الکترونی روبشی یک «سوزن» سیلیکون سیاه، تولید شده توسط RIE (فرایند ASE)

در فناوری نیمه رسانایی، حکاکی یون واکنشی (RIE) یک روش استاندارد برای تولید ترانشه‌ها و سوراخ‌هایی با عمق تا چند صد میکرومتر و نسبت ابعاد بسیار بالا است. در فرایند RIE بوش، این با جابجایی مکرر بین حکاکی و غیرفعال سازی به دست می‌آید. با RIE برودتی، دمای پایین و گاز اکسیژن با تشکیل SiO
2{{سخ}} SiO
2، به راحتی توسط یون‌های جهت دار از پایین جدا می‌شود. هر دو روش RIE می‌توانند سیلیکون سیاه تولید کنند، اما مورفولوژی ساختار حاصل تفاوت اساسی دارد. جابجایی بین حکاکی و غیرفعال شدن فرایند بوش، دیواره‌های جانبی موج‌دار ایجاد می‌کند که روی سیلیکون سیاه تشکیل‌شده از این طریق نیز قابل مشاهده است.
با این حال، در حین حکاکی، زباله‌های کوچکی روی بستر باقی می‌مانند که پرتو یونی را می‌پوشانند و ساختارهایی تولید می‌کنند که حذف نشده و در مراحل اچ و غیرفعال سازی زیر ستون‌های سیلیکونی بلند ایجاد می‌شود. فرایند را می‌توان به گونه ای تنظیم کرد که یک میلیون سوزن در مساحت یک میلی‌متر مربع تشکیل شود.

### روش مازور
در سال ۱۹۹۹، گروهی از دانشگاه هاروارد به رهبری اریک مازور فرآیندی را توسعه دادند که در آن سیلیکون سیاه با تابش سیلیکون با پالس‌های لیزر فمتوثانیه تولید می‌شد. پس از تابش در حضور گاز حاوی هگزا فلوراید گوگرد و سایر مواد ناخالص، سطح سیلیکون یک ساختار میکروسکوپی خود سازمان یافته از مخروط‌هایی به اندازه میکرومتر ایجاد می‌کند. ماده به دست آمده دارای بسیاری از خواص قابل توجه است، مانند جذب که تا محدوده مادون قرمز، زیر شکاف نواری سیلیکون، از جمله طول موج‌هایی که سیلیکون معمولی برای آنها شفاف است، گسترش می‌یابد. اتم‌های گوگرد به سطح سیلیکون فشار داده می‌شوند و ساختاری با شکاف باند کمتر و در نتیجه توانایی جذب طول موج‌های طولانی‌تر ایجاد می‌کنند.

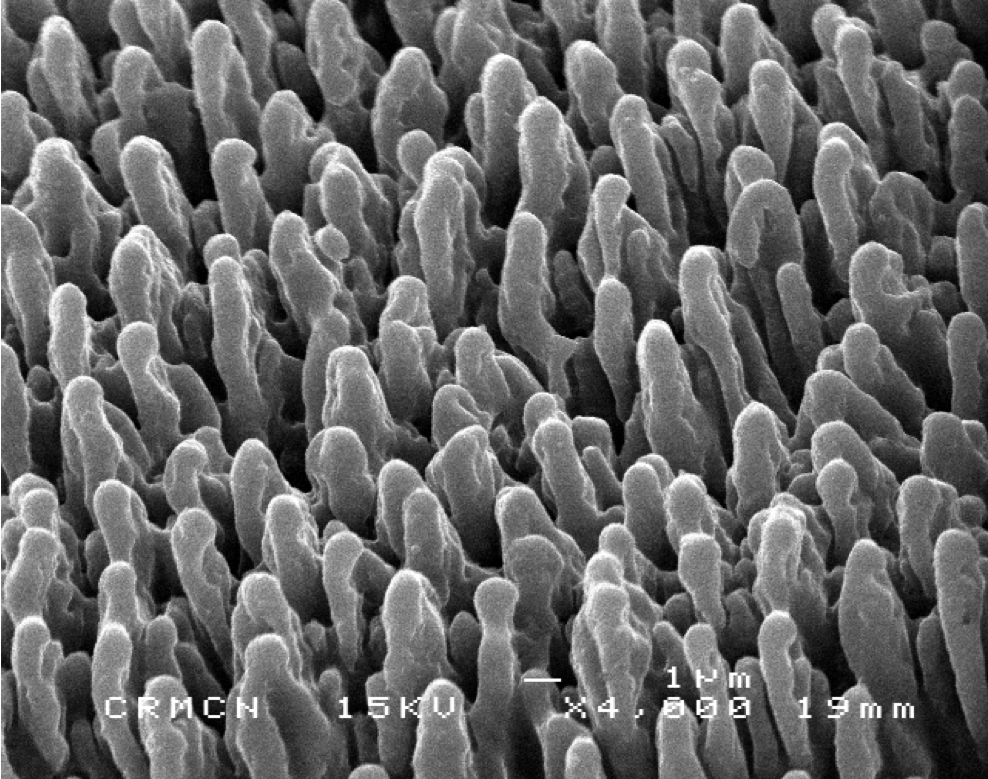
سیلیکون مشکی ساخته شده بدون گاز مخصوص محیط - آزمایشگاه LP3- CNRS

اصلاح سطح مشابهی را می‌توان در خلاء با استفاده از همان نوع لیزر و شرایط پردازش لیزری به دست آورد. در این مورد، مخروط‌های سیلیکونی منفرد فاقد نوک تیز هستند (تصویر را ببینید). بازتاب چنین سطح ریز ساختاری بسیار کم است، ۳–۱۴٪ در محدوده طیفی ۳۵۰–۱۱۵۰ نانومتر چنین کاهشی در بازتاب توسط هندسه مخروطی انجام می‌شود که بازتاب داخلی نور بین آنها را افزایش می‌دهد. از این رو، امکان جذب نور افزایش می‌یابد. افزایش جذب به‌دست‌آمده توسط بافت‌سازی لیزری fs نسبت به روشی که با استفاده از روش اچ شیمیایی قلیایی به‌دست می‌آید، که یک رویکرد صنعتی استاندارد برای بافت سطحی ویفرهای سیلیکونی مونو کریستالی در تولید سلول‌های خورشیدی است، برتر بود. چنین اصلاح سطحی مستقل از جهت‌گیری کریستالی محلی است. یک اثر بافت یکنواخت را می‌توان در سراسر سطح ویفر سیلیکونی چند کریستالی به دست آورد. زوایای بسیار تند انعکاس را نزدیک به صفر کاهش می‌دهند و همچنین احتمال ترکیب مجدد را افزایش می‌دهد و از استفاده در سلول‌های خورشیدی جلوگیری می‌کند.

### نانو منافذ
هنگامی که ترکیبی از نیترات مس، اسید فسفر، هیدروژن فلوراید و آب به ویفر سیلیکونی اعمال می‌شوند، احیای اسید فسفر یون‌های مس را به نانوذرات مس کاهش می‌دهد. نانوذرات الکترون‌ها را از سطح ویفر جذب می‌کنند، آن را اکسید می‌کنند و به هیدروژن فلوراید اجازه می‌دهند تا نانوحفره‌های هرمی شکل معکوس را در سیلیکون بسوزانند. در این فرایند منافذ به کوچکی ۵۹۰ ایجاد شد نانومتر که بیش از ۹۹ درصد نور را از خود عبور می‌دهد.

### حکاکی شیمیایی
سیلیکون سیاه را می‌توان با حکاکی شیمیایی با استفاده از فرآیندی به نام اچ شیمیایی با کمک فلز (MACE) تولید کرد.

## عملکرد
هنگامی که ماده توسط یک ولتاژ الکتریکی کوچک بایاس می‌شود، فوتون‌های جذب شده قادر به تحریک ده‌ها الکترون هستند. حساسیت آشکارسازهای سیلیکون سیاه ۱۰۰ تا ۵۰۰ برابر بیشتر از سیلیکون تصفیه نشده (سیلیکون معمولی) در هر دو طیف مرئی و مادون قرمز است.
گروهی در آزمایشگاه ملی انرژی‌های تجدیدپذیر سلول‌های خورشیدی سیلیکونی سیاه را با بازده ۱۸٫۲ درصد گزارش کردند. این سطح ضد انعکاس سیلیکونی سیاه توسط یک فرایند اچ به کمک فلز با استفاده از نانو ذرات نقره تشکیل شده‌است. در ماه مه ۲۰۱۵، محققان دانشگاه آلتو فنلاند با همکاری محققان دانشگاه پلی‌تکنیک کاتالونیا اعلام کردند که سلول‌های خورشیدی سیلیکونی سیاه را با بازده ۲۲٫۱ درصد با اعمال یک لایه نازک غیرفعال بر روی نانوساختارها توسط لایه اتمی ایجاد کرده‌اند. رسوب، و با یکپارچه سازی تمام کنتاکت‌های فلزی در قسمت پشتی سلول.
یک تیم که توسط النا ایوانوا در رهبری دانشگاه تکنولوژی سوینبرن در ملبورن در سال ۲۰۱۲ کشف که زنجره و جیرجیرک دشتی بال قاتلان قوی بودند سودوموناس آئروژینوزا، یک جوانه فرصت طلب است که انسان نیز آلوده می‌کند و در حال تبدیل شدن به آنتی‌بیوتیک مقاوم در برابر. این اثر از «نانو ستون‌هایی» با فاصلهٔ منظم ناشی می‌شد که باکتری‌ها روی سطح آن‌ها را تکه‌تکه می‌کردند.
هر دو بال سیکادا و سیلیکون سیاه در آزمایشگاه قرار گرفتند و هر دو ضد باکتری بودند. سطوح صاف به لمس انسان، باکتری‌های گرم منفی و گرم مثبت و همچنین هاگ‌های باکتری را از بین می‌برد.
سه گونه باکتریایی هدف قرار گرفتند پ. ایروگینوزا, استافیلوکوک اوروس و باسیلوس سوبتیلیس, جوانه خاک گسترده‌ای است که پسر عموی است سیاه زخم.
نرخ کشتار باکتری ۴۵۰٬۰۰۰ در هر سانتی‌متر مربع در دقیقه بیش از سه ساعت اول قرار گرفتن در معرض یا ۸۱۰ برابر حداقل دوز مورد نیاز برای عفونی کردن یک فرد بود س. اوروس و ۷۷٬۴۰۰ بار از پ. ایروگینوزا. با این حال بعداً ثابت شد که پروتکل کمی سازی تیم ایوانوا برای این نوع سطوح ضد باکتری مناسب نیست.